# Rychlobruslení na Zimních olympijských hrách 2002
Závody v rychlobruslení se na Zimních olympijských hrách 2002 v Salt Lake City uskutečnily ve dnech 9.–23. února 2002 v hale Utah Olympic Oval v Kearns.

## Přehled

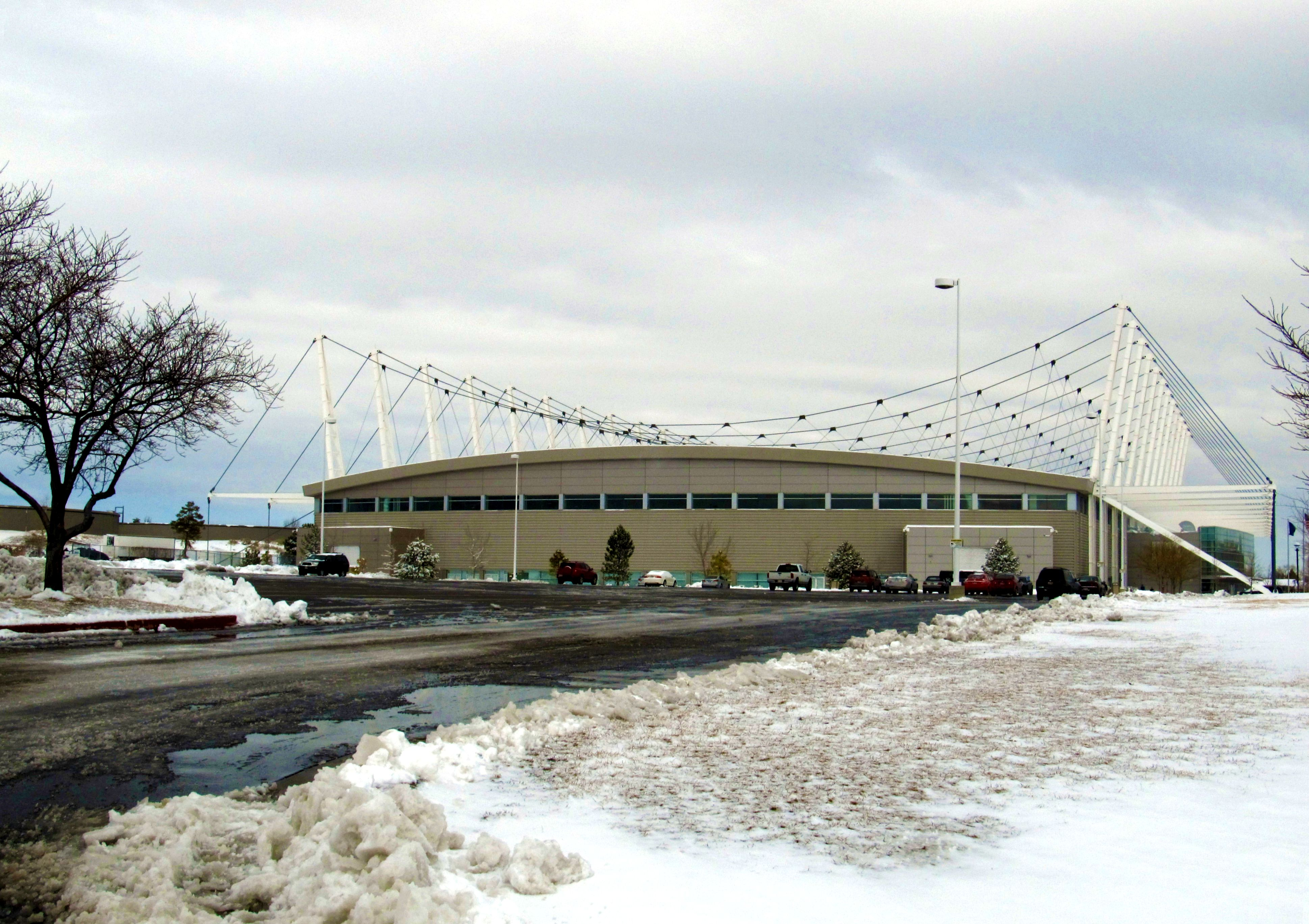
Utah Olympic Oval

V Kearns bylo na programu celkem 10 závodů, pět pro muže a pět pro ženy. Muži startovali na tratích 500 m, 1000 m, 1500 m, 5000 m a 10 000 m, ženy na tratích 500 m, 1000 m, 1500 m, 3000 m a 5000 m.

## Medailové pořadí zemí
| Pořadí  | Země                         | Zlato | Stříbro | Bronz | Celkově |
| ------- | ---------------------------- | ----- | ------- | ----- | ------- |
| 1.      | Nizozemsko (NED)             | 3     | 5       | 0     | 8       |
| 2.      | Německo (GER)                | 3     | 3       | 2     | 8       |
| 3.      | Spojené státy americké (USA) | 3     | 1       | 4     | 8       |
| 4.      | Kanada (CAN)                 | 1     | 0       | 2     | 3       |
| 5.      | Japonsko (JPN)               | 0     | 1       | 0     | 1       |
| 6.      | Norsko (NOR)                 | 0     | 0       | 2     | 2       |
| Celkově | Celkově                      | 10    | 10      | 10    | 30      |

## Medailisté

### Muži
| Závod        | Zlato                                             | Zlato         | Stříbro                                    | Stříbro  | Bronz                                        | Bronz    |
| ------------ | ------------------------------------------------- | ------------- | ------------------------------------------ | -------- | -------------------------------------------- | -------- |
| 500 metrů    | Casey FitzRandolph · Spojené státy americké (USA) | 69,23 (OR)    | Hirojasu Šimizu · Japonsko (JPN)           | 69,26    | Kip Carpenter · Spojené státy americké (USA) | 69,47    |
| 1000 metrů   | Gerard van Velde · Nizozemsko (NED)               | 1:07,18 (WR)  | Jan Bos · Nizozemsko (NED)                 | 1:07,53  | Joey Cheek · Spojené státy americké (USA)    | 1:07,61  |
| 1500 metrů   | Derek Parra · Spojené státy americké (USA)        | 1:43,95 (WR)  | Jochem Uytdehaage · Nizozemsko (NED)       | 1:44,57  | Ådne Søndrål · Norsko (NOR)                  | 1:45,26  |
| 5000 metrů   | Jochem Uytdehaage · Nizozemsko (NED)              | 6:14,66 (WR)  | Derek Parra · Spojené státy americké (USA) | 6:17,98  | Jens Boden · Německo (GER)                   | 6:21,73  |
| 10 000 metrů | Jochem Uytdehaage · Nizozemsko (NED)              | 12:58,92 (WR) | Gianni Romme · Nizozemsko (NED)            | 13:10,03 | Lasse Sætre · Norsko (NOR)                   | 13:16,92 |

### Ženy
| Závod      | Zlato                                         | Zlato        | Stříbro                                         | Stříbro | Bronz                                                | Bronz   |
| ---------- | --------------------------------------------- | ------------ | ----------------------------------------------- | ------- | ---------------------------------------------------- | ------- |
| 500 metrů  | Catriona LeMayová-Doanová · Kanada (CAN)      | 74,75 (OR)   | Monique Garbrechtová-Enfeldtová · Německo (GER) | 74,94   | Sabine Völkerová · Německo (GER)                     | 75,19   |
| 1000 metrů | Chris Wittyová · Spojené státy americké (USA) | 1:13,83 (WR) | Sabine Völkerová · Německo (GER)                | 1:13,96 | Jennifer Rodriguezová · Spojené státy americké (USA) | 1:14,24 |
| 1500 metrů | Anni Friesingerová · Německo (GER)            | 1:54,02 (WR) | Sabine Völkerová · Německo (GER)                | 1:54,97 | Jennifer Rodriguezová · Spojené státy americké (USA) | 1:55,32 |
| 3000 metrů | Claudia Pechsteinová · Německo (GER)          | 3:57,70 (WR) | Renate Groenewoldová · Nizozemsko (NED)         | 3:58,94 | Cindy Klassenová · Kanada (CAN)                      | 3:58,97 |
| 5000 metrů | Claudia Pechsteinová · Německo (GER)          | 6:46,91 (WR) | Gretha Smitová · Nizozemsko (NED)               | 6:49,22 | Clara Hughesová · Kanada (CAN)                       | 6:53,53 |

## Program
| Den    | Datum          | Zahájení (UTC-7) | Zahájení (SEČ) | Závod         | Fáze          |
| ------ | -------------- | ---------------- | -------------- | ------------- | ------------- |
| den 2  | 9. února 2002  | 12:00            | 20:00          | 5000 m muži   | 5000 m muži   |
| den 3  | 10. února 2002 | 13:00            | 21:00          | 3000 m ženy   | 3000 m ženy   |
| den 4  | 11. února 2002 | 13:00            | 21:00          | 500 m muži    | 1. jízda      |
| den 5  | 12. února 2002 | 13:00            | 21:00          | 500 m muži    | 2. jízda      |
| den 6  | 13. února 2002 | 17:00            | 01:00          | 500 m ženy    | 1. jízda      |
| den 7  | 14. února 2002 | 17:00            | 01:00          | 500 m ženy    | 2. jízda      |
| den 9  | 16. února 2002 | 13:00            | 21:00          | 1000 m muži   | 1000 m muži   |
| den 10 | 17. února 2002 | 17:15            | 01:15          | 1000 m ženy   | 1000 m ženy   |
| den 12 | 19. února 2002 | 13:00            | 21:00          | 1500 m muži   | 1500 m muži   |
| den 13 | 20. února 2002 | 13:00            | 21:00          | 1500 m ženy   | 1500 m ženy   |
| den 15 | 22. února 2002 | 12:00            | 20:00          | 10 000 m muži | 10 000 m muži |
| den 16 | 23. února 2002 | 13:00            | 21:00          | 5000 m ženy   | 5000 m ženy   |

Kurzívou jsou označeny časy v SEČ následujícího dne.

## Zúčastněné země
- Belgie (1)
- Bělorusko (5)
- Česko (1)
- Čína (12)
- Finsko (3)
- Francie (1)
- Itálie (8)
- Japonsko (20)
- Jižní Korea (12)
- Kanada (15)
- Kazachstán (8)
- Lotyšsko (1)
- Maďarsko (2)
- Německo (13)
- Nizozemsko (17)
- Norsko (7)
- Polsko (4)
- Rakousko (1)
- Rumunsko (2)
- Rusko (13)
- Spojené státy americké (17)
- Švédsko (1)
- Ukrajina (2)

### Česká výprava
Českou výpravu tvořil jeden muž:
- David Kramár – 1000 m (43. místo)